# رافاييل غوايانو
رافاييل غوايانو (بالبرتغالية: Rafael Goiano‏) هو لاعب كرة قدم برازيلي في مركز الدفاع، ولد في 22 يناير 1990 في غويانيا في البرازيل. لعب مع نادي بوا إيسبورت.

## وصلات خارجية
- رافاييل غوايانو على موقع قاعدة بيانات كرة القدم.إي يو (الإنجليزية)